# كريستيان جانيا
كريستيان جانيا (بالرومانية: Cristian Ganea) (24 مايو 1992 ببيستريتسا في رومانيا - ) هو لاعب كرة قدم روماني في مركز الدفاع. شارك مع منتخب رومانيا لكرة القدم. أما مع النوادي، فقد لعب مع أتلتيك بيلباو ونادي براشوف ونادي تارغو موريش ونادي فيتورول كونستانتا ونادي يونيفيرسيتاتيا كرايوفا وAFC Săgeata Năvodari ‏ وCE Santanyí ‏.

## وصلات خارجية
- كريستيان جانيا على موقع الاتحاد الأوربي (الإنجليزية)
- كريستيان جانيا على موقع قاعدة بيانات كرة القدم.إي يو (الإنجليزية)
- كريستيان جانيا على موقع ناشيونال فوتبول تيمز (الإنجليزية)
- كريستيان جانيا على موقع Soccerbase.com (لاعب) (الإنجليزية)
- كريستيان جانيا على موقع Soccerway.com (الإنجليزية)
- كريستيان جانيا على موقع عالم كرة القدم.نت (الإنجليزية)